# DJK Delbrück
Die DJK Delbrück (offiziell: Deutsche Jugendkraft Graf Sporck 1920 e.V. Delbrück) ist ein Sportverein aus Delbrück im Kreis Paderborn. Die erste Volleyballmannschaft der Männer spielte von 2008 bis 2019 in der 2. Bundesliga Nord.

## Geschichte
Der Verein wurde im Jahre 1920 gegründet und gehörte der katholischen Deutschen Jugendkraft an. Namensgeber ist Johann von Sporck, der im Jahre 1600 im nahen Westerloh geboren wurde und später zum General der Kavallerie aufstieg. Neben Volleyball bietet der Verein noch Badminton, Basketball, Boule, Breitensport, Kinder- und Jugendturnen, Rehasport, Schwimmen, Tischtennis und Völkerball. Heute verfügt die DJK Delbrück über etwa 2.000 Mitglieder. In den frühen Jahren der DJK gab es auch eine Fußballabteilung, die sich im Jahre 1925 als BV Delbrück abspaltete. Hieraus wurde im Jahre 1950 der Delbrücker SC.
Die Volleyballabteilung wurde im Jahre 1973 gegründet und trat ein Jahr später dem Westdeutschen Volleyball-Verband bei. Im Jahre 1989 stiegen die Delbrücker in die Regionalliga auf, ehe die Mannschaft zwei Jahre später wieder absteigen mussten. Im Jahre 2000 mussten die Delbrücker zwangsweise in die Verbandsliga absteigen, da der Verein sein Schiedsrichtersoll nicht erfüllte. Nach dem direkten Wiederaufstieg kehrte die DJK im Jahre 2004 in die Regionalliga zurück und schaffte vier Jahre später den Aufstieg in die 2. Bundesliga Nord. Mit Platz acht in der Aufstiegssaison 2008/09 erreichte die Mannschaft ihre bislang beste Platzierung. Im Jahre 2013 gewann die DJK den Westdeutschen Pokal. Ein Jahr später waren die Delbrücker als Vorletzter sportlich abgestiegen, blieben aber durch den freiwilligen Rückzug des Rumelner TV zweitklassig. In der Saison 2018/19 wurden die Volleyballer Letzter und stiegen in die 3. Liga ab.